# Cratere Palos
Palos  è un cratere sulla superficie di Marte.